# Metromenus cinctus
Metromenus cinctus är en skalbaggsart som beskrevs av Sharp 1903. Metromenus cinctus ingår i släktet Metromenus och familjen jordlöpare. Inga underarter finns listade i Catalogue of Life.